# ألفرد همر
ألفرد همر (بالألمانية: Alfred Hammer)‏ هو متزلج جماعي ألماني، (و. القرن 20  م).